# Companhia de Navegação do São Francisco
A  Companhia de Navegação do São Francisco (FRANAVE), fundada em 24 de janeiro de 1963, foi uma empresa vinculada ao Ministério dos Transportes do Brasil. Possui sede na cidade de Juazeiro, na Bahia, e teve sua liquidação determinada em 20 de janeiro de 2007, data a partir da qual teve suas atividades interrompidas.
A FRANAVE atuou como uma empresa de navegação na hidrovia do rio São Francisco. A navegação no médio São Francisco, com seus 1.371 quilômetros de extensão, ligando os portos de Pirapora em Minas Gerais, Juazeiro na Bahia e Petrolina em Pernambuco, constitui um importante elo entre regiões sudeste e nordeste do país.
O objetivo maior com a criação da FRANAVE, empresa de economia mista, fruto da incorporação por parte do Governo Federal, de três empresas de navegação, uma pertencente ao Governo de Minas Gerais, Navegação Mineira, outra ao Governo do Estado da Bahia, Navegação Baiana e uma terceira pertencente a iniciativa privada Companhia Indústria e Viação de Pirapora, era a exploração do Transporte Fluvial do Rio São Francisco e seus afluentes, podendo para tal fim, promover a coordenação do tráfego fluvial entre suas diversas linhas e os demais meios de transporte; manter e desenvolver a indústria de construção e reparação naval; prestar serviços a terceiros mediante ajustes ou contratos remunerados; assegurar a cooperação do seu pessoal.